# Meropide
Meropide (in greco antico: Μεροπίς?, Meropís) è un'isola citata nella Filippica dello scrittore greco Teopompo di Chio, conservata solo nei frammenti riportati nella Varia historia di Claudio Eliano, che la situa oltre l'Oceano Atlantico. Si tratterebbe di una parodia della storia di Atlantide di Platone.

## Descrizione
Meropide è un'isola situata oltre l'Oceano Atlantico. I suoi abitanti si chiamano Meropi: sono alti il doppio e vivono il doppio degli uomini normali. Teopompo descrive due città: Eusebe ("La Pia") e Machimos ("La Bellicosa"). Gli abitanti di Eusebe vivono nell'abbondanza senza patire la fame o l'obesità. Gli abitanti di Machimos nascono già armati e guerreggiano di continuo. Un luogo, chiamato Anostos ("Non Ritorno") è situato sul confine estremo di Meropide. Si tratta di un abisso su cui non è mai giorno né notte, coperto da spesse nuvole e fumi rossi.

## Analisi critica
La storia di Merope non è un'utopia, ma una parodia del mito di Atlantide di Platone che il filosofo greco aveva proposto nei dialoghi Timeo e Crizia. Teopompo in qualche modo esagera molti aspetti di Atlantide. Mentre nel Timeo di Platone la storia di Atlantide è raccontata a Solone da un sacerdote egizio, per Teopompo è un Ipotane che racconta la storia di Meropide a re Mida. Atlantide era descritta come enorme, Meropide è ancora più grande rendendola assurda. Gli Atlantidei furono sconfitti dagli Ateniesi, i Meropi invadono con un esercito di dieci milioni di soldati l'Iperborea, ma ritornano indietro dopo aver compreso che gli Iperborei sono i più felici al mondo e non ha senso saccheggiarli.
Secondo Heinz-Günther Nesselrath questi e altri dettagli della storia di Sileno sono intesi come imitazioni ed esagerazioni della storia di Atlantide, allo scopo di esporre le idee di Platone al ridicolo.